# Aeroporto Internacional Ignacio Agramonte
O Aeroporto Internacional Ignacio Agramonte (código IATA: CMW, código ICAO: MUCM) é um aeroporto internacional da província central de Camagüey, Cuba. Atende voos para as cidades de Camagüey e Santa Lucía.

## Companhias aéreas e destinos
- American Airlines - Miami (charter)
- American Eagle - Miami (charter)
- Air Transat - Montreal, Quebec
- Cubana de Aviación - Havana, Montreal, Toronto
- Skyservice - Toronto
- Sunwing Airlines - Bagotville, Montreal, Quebec, Toronto
- WestJet - Ottawa, Toronto